# Wiesław Domasłowski
Wiesław Jerzy Domasłowski (ur. 3 czerwca 1926 w Warszawie, zm. 19 lutego 2021 w Toruniu) – polski chemik i konserwator zabytków, profesor UMK w Toruniu.

## Życiorys
Syn Feliksa Domasłowskiego oraz Stanisławy z domu Katner. Ojciec był żołnierzem III Brygady i Komendy Grupy Legionów Polskich, który w okresie międzywojennym służył w 2 Pułku Piechoty Legionów Wojska Polskiego, (odznaczony m.in. Krzyżem Walecznych), a następnie był urzędnikiem Ministerstwa Spraw Wojskowych. Dzieciństwo spędził w Warszawie. W 1938 r., w związku z zatrudnieniem ojca jako urzędnika w Komisariacie Generalnym RP w Wolnym Mieście Gdańsku rodzina przeprowadziła się do Gdyni Orłowa. Okres okupacji niemieckiej spędził w Warszawie, w 1942 r. został wysłany na roboty przymusowe do Niemiec. Brat Lech Domasłowski (ur. 1924) zginął podczas powstania warszawskiego w 1944 jako żołnierz AK (batalion Zośka). Rodzice również zostali wysłani na roboty przymusowe do Niemiec. Po powrocie do kraju w 1945 r. zamieszkał z rodziną ponownie w Gdyni, gdzie ukończył gimnazjum i liceum OO. Jezuitów w Orłowie. Od 1948 roku należał do PZPR.
W latach 1947–1952 studiował chemię na Wydziale Matematyczno-Przyrodniczym Uniwersytetu Mikołaja Kopernika w Toruniu, pracę magisterską pisał pod kierunkiem prof. Witolda Zacharewicza. Z UMK związał całą drogę naukową. Rozprawę doktorską Badania nad technologią materiałów do kitowania i rekonstrukcji kamiennych rzeźb i detali architektonicznych obronił 1964 (promotor prof. Ernest Pischinger), przewód habilitacyjny ukończył 1967 (rozprawa Badania nad strukturalnym wzmacnianiem kamieni roztworami żywic epoksydowych), tytuł profesora nadzwyczajnego zyskał 1975, a profesora zwyczajnego w 1989 r.
Od zakończenia studiów pracował w Katedrze Technologii i Technik Malarskich, a następnie (od 1969) w Instytucie Zabytkoznawstwa i Konserwatorstwa na Wydziale Sztuk Pięknych UMK, jako zastępca asystenta i asystent (1952–1953), starszy asystent (1953–1955), adiunkt (1955–1967) i docent (1967–1975), profesor nadzwyczajny (1975–1989), profesor zwyczajny (1989–2007).
W latach 1968–1969 był kierownikiem katedry, następnie, od 1969 do 1979 i od 1984 do 1987 r. dyrektorem Instytutu Zabytkoznawstwa i Konserwatorstwa UMK, w latach 1978–1981 prorektorem do spraw nauki i współpracy z zagranicą. Od 1969 do 2000 r. był kierownikiem Zakładu Konserwacji Elementów i Detali Architektonicznych. W latach 1968–1985 kierownik Laboratorium Naukowo-Badawczego Konserwacji Kamienia i Szkła/Laboratorium Naukowo-Badawczego Konserwacji Kamienia PP PKZ. W latach 1988–1990 członek Centralnej Komisji Kwalifikacyjnej do Spraw Kadr Naukowych. Na emeryturę przeszedł w 1996 r., jednak nadal przez 11 lat prowadził zajęcia dydaktyczne na uczelni w ramach ½ etatu. Ponadto w latach 1977 i 1979 prowadził wykłady z konserwacji kamienia na międzynarodowych kursach UNESCO w Wenecji, zaś w latach 1989–1991 wykładał na Fachhochschule w Kolonii, gdzie zorganizował specjalizację konserwacji kamienia. Uczestnik licznych sympozjów, członek szeregu stowarzyszeń i rad naukowych, m.in. jako rzeczoznawca Ministra Kultury i Sztuki (1970–2000), PP PKZ (1969–1994) i UNESCO (od 1971). Wyróżniany nagrodami i odznaczeniami państwowymi i uczelnianymi, w tym Krzyżem Kawalerski i Oficerskim Orderu Odrodzenia Polski. Nagroda Prezydenta Miasta Torunia za rok 2001. Współzałożyciel i pierwszy prezes Stowarzyszenia Dziedzictwo Torunia (2004), obecnie przewodniczący Komisji Rewizyjnej.
Głównym tematem badań naukowych jest konserwacja kamiennych obiektów zabytkowych, a także zastosowanie żywic sztucznych do celów konserwatorskich. Przeprowadził m.in. rekonstrukcję kilku kamiennych pilastrów w Kaplicy Zygmuntowskiej na Wawelu w Krakowie oraz – wraz z zespołem – konserwację manierystycznego kamiennego portalu kamienicy Eskenów w Toruniu, wieżyczek ratusza w Toruniu, gotyckiej konsoli z Mojżeszem (pozostałej po figurze Pięknej Madonny) w katedrze w Toruniu, romańskiego portalu ołbińkiego w katedrze św. Marii Magdaleny we Wrocławiu i wystroju rzeźbiarskiego elewacji ratusza wrocławskiego, barokowych rzeźb na moście gotyckim w Kłodzku i in., ponadto zajmował się konserwacją witraży (w 1955 r. został współautorem nowoczesnej metody konserwacji szkła witrażowego, wraz z Leonardem Torwirtem i Edwardem Kwiatkowskim) oraz drewna (m.in. relikwiarz św. Wojciecha w Gnieźnie), wraz z zespołem wykonał kopię brązowych Drzwi Gnieźnieńskich. W kraju i za granicą – m.in. Bułgaria, Egipt (Świątynia Hatszepsut w Deir el-Bahari), Kambodża (Angkor Wat), Macedonia (rzymski piec ceramiczny w Ochrydzie), Chile (kolosy na Wyspie Wielkanocnej), Niemcy – opracował kilkadziesiąt ekspertyz konserwatorskich. Opublikował ponad 100 prac naukowych, promotor ponad 150 prac magisterskich i 13 doktoratów.
Konserwatorem zabytków była również żona, Wacława Szmidel-Domasłowska (1935-2021).